# Nineta
Nineta is een geslacht van insecten uit de familie van de gaasvliegen (Chrysopidae), die tot de orde netvleugeligen (Neuroptera) behoort.

## Soorten
- N. abunda C.-k. Yang & X.-k. Yang, 1989
- N. afghanica Hölzel, 1982
- N. alpicola (Kuwayama, 1956)
- N. carinthiaca (Hölzel, 1965)
- N. dolichoptera (Navás, 1910)
- N. flava

Gele gaasvlieg (Scopoli, 1763)
- N. gevnensis Canbulat & Kiyak, 2003
- N. grandis Navás, 1915
- N. gravida (Banks, 1911)
- N. guadarramensis (E. Pictet, 1865)
- N. inpunctata (Reuter, 1894)
- N. itoi Tsukaguchi, 1995
- N. nanina (Banks, 1911)
- N. pallida

Bleke gaasvlieg (Schneider, 1846)
- N. pomacea Zakharenko, 1983
- N. principiae Monserrat, 1981
- N. shaanxiensis C.-k. Yang & X.-k. Yang, 1989
- N. vittata

Gestreepte gaasvlieg (Wesmael, 1841)